# Lucienne Herman-Michielsens
Lucienne Adeline Jeanne Ida Michielsens (Gent, 13 maart 1926 – aldaar, 22 januari 1995) was een Belgisch politica voor de Vlaamse liberale partij PVV.

## Biografie
Ze studeerde eerst voor onderwijzeres, maar zette haar studies verder aan de Rijksuniversiteit Gent waar ze in 1950 het licentiaatsdiploma in de criminologie behaalde. Ze behaalde eveneens een doctoraat in de rechten (1951) en veel later een licentie in het notariaat (1966). Zij was gehuwd met de arts Jacques Herman. Herman-Michielsens was een voorstander van abortus en zette zich voor de kwestie in door juridisch werk.

### Beroepsloopbaan
In 1951 werd ze bestuurssecretaris bij het ministerie van Wederopbouw en van 1953 tot 1977 was zij directeur van het departement Betwiste Zaken bij het Ministerie van Openbare Werken.

### Politieke carrière
Van 1948 tot 1950 was Herman-Michielsens ondervoorzitster van het Liberaal Vlaams Studentenverbond. Op die manier verzeilde ze in de PVV. Van 1966 tot aan haar dood in 1995 maakte ze deel uit van het partijbureau van de PVV en vervolgens de VLD. Van 1973 tot 1977 was Herman-Michielsens samen met Herman De Croo ondervoorzitter van de partij.
Ze was tevens actief binnen de PVV-Vrouwen. Van 1965 tot 1970 was ze voorzitster van de juridische commissie en van 1970 tot 1978 van de nationale federatie. Van 1978 tot 1980 was ze dan de voorzitster van de Federatie van de Vlaamse PVV-Vrouwen. In 1973-1974 was ze bovendien lid van de Belgische delegatie in de commissie van het Statuut van de Vrouw in de Algemene Vergadering van de Verenigde Naties.
Van 1970 tot 1988 was ze gemeenteraadslid van Gent. Van 1977 tot 1991 zetelde ze bovendien als gecoöpteerd senator in de Belgische Senaat, waardoor ze van 1977 tot 1980 automatisch ook in de Cultuurraad voor de Nederlandse Cultuurgemeenschap en van 1980 tot 1981 ook in de Vlaamse Raad zetelde. In 1984 volgde ze de overleden Herman Vanderpoorten op als PVV-fractieleider in de Senaat, een mandaat dat ze tot in 1991 uitoefende.
Haar politieke carrière werd bekroond met het mandaat van staatssecretaris van de Vlaamse Gemeenschap, dat ze in 1980 enkele maanden uitoefende in de Regering-Martens III.

### Sociale activiteiten
Samen met haar echtgenoot Jacques Herman zetelde ze in het bestuur van de liberale volksvereniging Help U Zelf
Vanaf 1971 zette ze zich actief in voor het prof. dr. Herman Uyttersprot-centrum, opgericht in Gent. Ze organiseerde themadagen rond privacy, bejaardenproblematiek, gezinsrecht, volksgezondheid, jeugdbescherming, adoptie, abortus en onderwijs. In 1978 organiseerde ze er eveneens een studieweekend over het rolpatroon van man en vrouw in het gezin en de maatschappij.
In 1975 was ze samen de Waalse Emilienne Brunfaut co-voorzitster van het Belgisch organiserend comité van het Internationaal Jaar van de Vrouw, dat uitgeroepen werd door de Verenigde Naties.
Ze engageerde zich ook voor Solidariteit voor het Gezin en was eveneens actief in het Brusselse Centrum voor Verantwoord Ouderschap, waar ze in het bestuur zetelde met politici zoals Lydia De Pauw, Marijke Van Hemeldonck en Karel Poma en academici zoals Hein Picard en Jean-Jacques Amy.

## Politieke betekenis
Lucienne Herman-Michielsens was vooral actief in domeinen als gezinsbeleid en gezondheidszorg. Ze zette zich tevens in om naast de erkende erediensten ook de vrijzinnigheid grondwettelijk erkend te krijgen. Dat gebeurde uiteindelijk in 1993.
Daarnaast werd Lucienne Herman-Michielsens tijdens haar politieke carrière de stuwende kracht achter nieuwe wetgeving rondom huwelijksrecht, met vooral oog voor de belangen van de vrouw binnen het huwelijk en de vrije verkoop van anticonceptiva.
Haar voornaamste politieke nalatenschap is haar aandeel in de wetgeving rond abortus. Herman-Michielsens was geen voorstander van abortus, maar volgens haar was het een gerechtvaardigde noodoplossing in bepaalde omstandigheden. Tijdens het PVV-congres van 5 tot 7 mei 1972 stelde ze als voorzitster van de Commissie Statuut van Vrouw en Abortus een lijst op van situaties waarin de liberalisering van abortus noodzakelijk zou zijn: kind met zware handicap, als het leven van de moeder in gevaar is, zwangerschap ontstaan ten gevolge van incest of verkrachting.
Daarnaast koppelde ze van bij het begin de abortuskwestie aan een preventiepolitiek. Ze hamerde op een functionele voorlichtingscampagne en een liberalisering van de verkoop van voorbehoedsmiddelen. Ook seksuele opvoeding, reclame voor anticonceptiva en het verbeteren van de rechten van de ongehuwde moeder en van het onwettig kind maakten deel uit van haar programma. Herman-Michielsens kaderde de abortuskwestie ook als een vorm van klassenverschil: een medisch begeleide en stilzwijgend geaccepteerde abortus was doorheen de tijd altijd een voorrecht geweest van de rijkere klassen (bijvoorbeeld "abortus-trips" naar Groot-Brittannië, waar abortus niet meer strafbaar was of naar Nederland waar het gedoogd werd). Ze wilde de wetgeving rond abortus democratiseren.
In 1978 werd haar eerste voorstel tot depenalisering van medisch begeleide abortus in het parlement verworpen. Nadien kwam er echter een kentering in de publieke opinie. Na jaren parlementair werk en strijd, samen met de Waalse socialist Roger Lallemand, werd in april 1990, ondanks het verzet van koning Boudewijn bij wisselmeerderheid de abortuswet goedgekeurd. Daardoor werd abortus onder bepaalde voorwaarden legaal in België.
Vanaf 1977 zetelde Herman-Michielsens in de senaat in verschillende commissies:
- van 1977 tot 1980 en van 1981 tot 1991 in de commissie Justitie
- van 1977 tot 1980 in de commissie Volksgezondheid en Gezinszorg
- van 1977 tot 1980 in de commissie Tewerkstelling, Arbeid en Sociale Voorzorg
- van 1981 tot 1991 in de commissie Volksgezondheid en Leefmilieu
- van 1980 tot 1987 in de commissie Sociale Aangelegenheden
- van 1980 tot 1991 in de commissie Herziening van de Grondwet
- van 1981 tot 1991 in de commissie Parlementaire Werkzaamheden
- van 1985 tot 1991 in de commissie Hervorming van de Instellingen

Na het Heizeldrama in 1985 was Herman-Michielsens een van de opvallende interpellanten in de Senaat. Zij verzette zich fel tegen het feit dat een ondergeschikte officier alle verantwoordelijkheid op zich kreeg geschoven, terwijl de bevoegde minister net zoals alle andere hooggeplaatste verantwoordelijken niets deden.
Van 1982 tot 1984 zetelde Herman-Michielsens als Belgisch afgevaardigde tijdens de Raadgevende Vergadering van de Raad van Europa en West-Europese Unie.

## Ziekte en overlijden
Lucienne Herman-Michielsens was, vooral in feministische en vrijzinnige middens, een zeer bejubelde vrouw. Nochtans leed ze tijdens het abortusdebat al zwaar onder de gevolgen van diabetes. Ze besliste in 1991 niet meer op te komen bij de verkiezingen en trok zich met haar echtgenoot terug in Knokke-Heist. Ze overleed in Gent op 22 januari 1995.